# Енисейский район

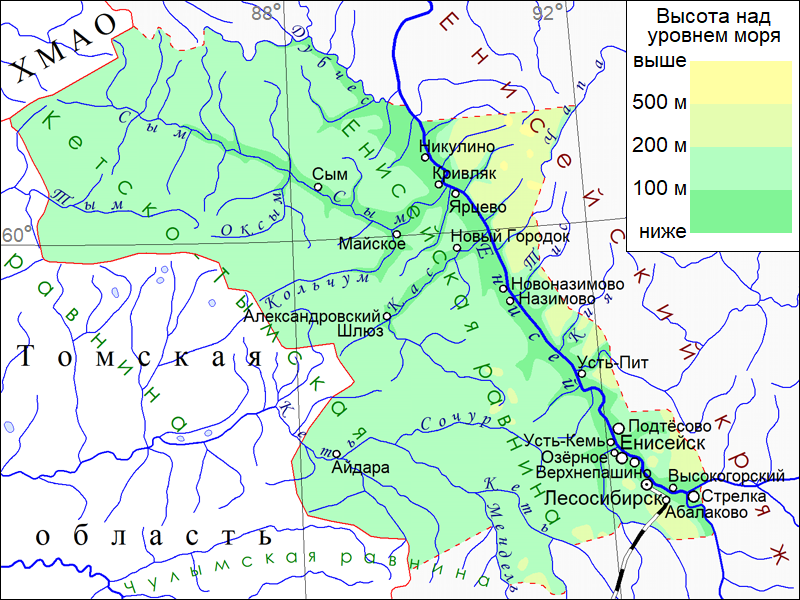
Физическая карта Енисейского района

Енисе́йский райо́н — административно-территориальная единица (район) и муниципальное образование (муниципальный район) в западной части Красноярского края России, приравнен к районам Крайнего Севера.
Административный центр — город Енисейск (в состав района не входит).

## География
Сопредельные территории:
- север: Туруханский и Эвенкийский районы Красноярского края
- восток: Северо-Енисейский и Мотыгинский районы Красноярского края
- юго-восток: Казачинский район
- юг: Бирилюсский район, Пировский и Тюхтетский округа Красноярского края
- запад: Каргасокский, Верхнекетский, Тегульдетский районы Томской области и Нижневартовского района Ханты-Мансийского автономного округа — Югры

Площадь территории — 106,3 тыс. км².

## История
Район образован 4 апреля 1924 года. В мае 1941 года 4 его сельсовета были переданы в новый Ярцевский район с административным центром в селе Ярцево, но уже в 1956 году он был объединён обратно.

## Население
| 1970    | 1979    | 1989    | 2002    | 2009    | 2010    |
| ------- | ------- | ------- | ------- | ------- | ------- |
| 28 657  | ↘22 358 | ↗30 477 | ↗31 315 | ↘26 227 | ↗27 223 |
| 2011    | 2012    | 2013    | 2014    | 2015    | 2016    |
| ↘27 014 | ↘26 320 | ↘25 502 | ↘24 937 | ↘24 471 | ↘23 821 |
| 2017    | 2018    | 2019    |         |         |         |
| ↘23 229 | ↘22 828 | ↘22 599 |         |         |         |

### Урбанизация
В городских условиях (пгт Подтёсово) проживают 16,23 % населения района.

## Территориальное устройство
В рамках административно-территориального устройства район включает 26 административно-территориальных единиц: 1 посёлок городского типа и 25 сельсоветов.
В рамках муниципального устройства, в муниципальный район входят 26 муниципальных образований — 1 городское и 25 сельских поселений (города Енисейск и Лесосибирск являются отдельными муниципальными образованиями и в состав района не входят):
| №        | Муниципальное образование | Административный центр | Количество населённых пунктов | Население (чел.) | Площадь (км²) |
| -------- | ------------------------- | ---------------------- | ----------------------------- | ---------------- | ------------- |
| 1e-06    | Городские поселения       |                        |                               |                  |               |
| 1        | посёлок Подтёсово         | пгт Подтёсово          | 1                             | ↘3668            | 97,95         |
| 1.000002 | Сельские поселения        |                        |                               |                  |               |
| 2        | Абалаковский сельсовет    | село Абалаково         | 4                             | ↘1504            | 82,50         |
| 3        | Верхнепашинский сельсовет | село Верхнепашино      | 5                             | ↘2760            | 55,98         |
| 4        | Высокогорский сельсовет   | посёлок Высокогорский  | 1                             | ↘948             | 37,81         |
| 5        | Городищенский сельсовет   | село Городище          | 3                             | ↘270             | 67,04         |
| 6        | Епишинский сельсовет      | село Епишино           | 2                             | ↘667             | 57,02         |
| 7        | Железнодорожный сельсовет | посёлок Абалаково      | 1                             | ↘953             | 24,01         |
| 8        | Кривлякский сельсовет     | посёлок Кривляк        | 2                             | ↘828             | 63,52         |
| 9        | Луговатский сельсовет     | деревня Безымянка      | 3                             | ↗621             | 20,92         |
| 10       | Майский сельсовет         | посёлок Майское        | 1                             | ↗505             | 144,68        |
| 11       | Маковский сельсовет       | село Маковское         | 5                             | ↘273             | 406,48        |
| 12       | Малобельский сельсовет    | деревня Малобелая      | 2                             | ↘134             | 140,47        |
| 13       | Новогородокский сельсовет | посёлок Новый Городок  | 2                             | ↘264             | 902,36        |
| 14       | Новокаргинский сельсовет  | посёлок Новокаргино    | 5                             | ↘1062            | 25,29         |
| 15       | Новоназимовский сельсовет | посёлок Новоназимово   | 4                             | ↘1194            | 64,42         |
| 16       | Озерновский сельсовет     | село Озёрное           | 2                             | ↘1641            | 21,27         |
| 17       | Плотбищенский сельсовет   | село Плотбище          | 2                             | ↘347             | 84,26         |
| 18       | Погодаевский сельсовет    | село Погодаево         | 3                             | ↘528             | 10,38         |
| 19       | Подгорновский сельсовет   | село Подгорное         | 2                             | ↘184             | 167,96        |
| 20       | Потаповский сельсовет     | село Потапово          | 1                             | ↘568             | 23,27         |
| 21       | Сымский сельсовет         | село Сым               | 1                             | ↘171             | 27,17         |
| 22       | Усть-Кемский сельсовет    | посёлок Усть-Кемь      | 2                             | ↘980             | 39,17         |
| 23       | Усть-Питский сельсовет    | село Усть-Пит          | 2                             | ↘529             | 42,32         |
| 24       | Чалбышевский сельсовет    | село Чалбышево         | 2                             | ↗311             | 118,21        |
| 25       | Шапкинский сельсовет      | посёлок Шапкино        | 1                             | ↘624             | 23,40         |
| 26       | Ярцевский сельсовет       | село Ярцево            | 4                             | ↘1435            | 152,13        |

В 1995 году из Подгорновского сельсовета выделен Малобельский сельсовет.

### Населённые пункты
В Енисейском районе 63 населённых пункта.
| №  | Населённый пункт     | Тип     | Население | Муниципальное образование |
| -- | -------------------- | ------- | --------- | ------------------------- |
| 1  | Абалаково            | село    | 1451      | Абалаковский сельсовет    |
| 2  | Абалаково            | посёлок | ↘953      | Железнодорожный сельсовет |
| 3  | Айдара               | деревня | ↘166      | Маковский сельсовет       |
| 4  | Александровский Шлюз | посёлок | ↘128      | Луговатский сельсовет     |
| 5  | Анциферово           | деревня | ↘201      | Погодаевский сельсовет    |
| 6  | Байкал               | посёлок | 175       | Верхнепашинский сельсовет |
| 7  | Безымянка            | деревня | ↗452      | Луговатский сельсовет     |
| 8  | Борки                | деревня | ↗8        | Озерновский сельсовет     |
| 9  | Верхнепашино         | село    | 2870      | Верхнепашинский сельсовет |
| 10 | Ворожейка            | деревня | ↘1        | Маковский сельсовет       |
| 11 | Высокогорский        | посёлок | ↘948      | Высокогорский сельсовет   |
| 12 | Городище             | село    | ↘215      | Городищенский сельсовет   |
| 13 | Горская              | деревня | 117       | Верхнепашинский сельсовет |
| 14 | Епишино              | село    | 920       | Епишинский сельсовет      |
| 15 | Еркалово             | деревня | 53        | Епишинский сельсовет      |
| 16 | Каменск              | деревня | ↘30       | Городищенский сельсовет   |
| 17 | Каргино              | село    | 155       | Новокаргинский сельсовет  |
| 18 | Касово               | посёлок | 1         | Новогородокский сельсовет |
| 19 | Колмогорово          | деревня | ↘65       | Новоназимовский сельсовет |
| 20 | Кривляк              | посёлок | ↘677      | Кривлякский сельсовет     |
| 21 | Крутой Лог           | посёлок | 20        | Новокаргинский сельсовет  |
| 22 | Лосиноборское        | село    | ↘21       | Маковский сельсовет       |
| 23 | Луговатка            | село    | ↘34       | Луговатский сельсовет     |
| 24 | Майское              | посёлок | ↗505      | Майский сельсовет         |
| 25 | Маковское            | село    | ↘84       | Маковский сельсовет       |
| 26 | Малобелая            | деревня | 174       | Малобельский сельсовет    |
| 27 | Мариловцева          | деревня | ↘3        | Малобельский сельсовет    |
| 28 | Масленниково         | деревня | →1        | Подгорновский сельсовет   |
| 29 | Назимово             | деревня | ↘223      | Новоназимовский сельсовет |
| 30 | Напарино             | посёлок | ↗4        | Ярцевский сельсовет       |
| 31 | Нижнешадрино         | деревня | ↘32       | Ярцевский сельсовет       |
| 32 | Никулино             | деревня | ↘169      | Кривлякский сельсовет     |
| 33 | Новокаргино          | посёлок | 963       | Новокаргинский сельсовет  |
| 34 | Новоназимово         | посёлок | ↘882      | Новоназимовский сельсовет |
| 35 | Новый Городок        | посёлок | ↘273      | Новогородокский сельсовет |
| 36 | Озёрное              | село    | 1746      | Озерновский сельсовет     |
| 37 | Паршино              | деревня | 117       | Погодаевский сельсовет    |
| 38 | Плотбище             | село    | 346       | Плотбищенский сельсовет   |
| 39 | Погодаево            | село    | 284       | Погодаевский сельсовет    |
| 40 | Подгорное            | село    | 252       | Подгорновский сельсовет   |
| 41 | Подтёсово            | пгт     | ↘3668     | посёлок Подтёсово         |
| 42 | Потапово             | село    | ↘568      | Потаповский сельсовет     |
| 43 | Прутовая             | деревня | 99        | Верхнепашинский сельсовет |
| 44 | Рудиковка            | деревня | ↘34       | Городищенский сельсовет   |
| 45 | Савино               | деревня | ↘18       | Новокаргинский сельсовет  |
| 46 | Сергеево             | посёлок | ↘45       | Новоназимовский сельсовет |
| 47 | Смородинка           | деревня | 10        | Абалаковский сельсовет    |
| 48 | Сотниково            | деревня | 0         | Абалаковский сельсовет    |
| 49 | Суханово             | деревня | ↘3        | Маковский сельсовет       |
| 50 | Сым                  | село    | ↘171      | Сымский сельсовет         |
| 51 | Тархово              | деревня | 0         | Чалбышевский сельсовет    |
| 52 | Усть-Кемь            | посёлок | 1160      | Усть-Кемский сельсовет    |
| 53 | Усть-Пит             | село    | ↗535      | Усть-Питский сельсовет    |
| 54 | Усть-Тунгуска        | деревня | 267       | Абалаковский сельсовет    |
| 55 | Фомка                | деревня | ↘86       | Ярцевский сельсовет       |
| 56 | Чалбышево            | село    | 348       | Чалбышевский сельсовет    |
| 57 | Шадрино              | деревня | ↘35       | Усть-Кемский сельсовет    |
| 58 | Шапкино              | посёлок | ↘624      | Шапкинский сельсовет      |
| 59 | Широкий Лог          | посёлок | 37        | Новокаргинский сельсовет  |
| 60 | Шишмарево            | посёлок | ↘14       | Усть-Питский сельсовет    |
| 61 | Южаково              | деревня | 31        | Верхнепашинский сельсовет |
| 62 | Ялань                | деревня | 40        | Плотбищенский сельсовет   |
| 63 | Ярцево               | село    | ↘1367     | Ярцевский сельсовет       |

Упразднённые населённые пункты:
- 2001 год — деревня Леднево[25].

- 2021 год — поселок Верхнебельск, Верхнекемское[26].

## Местное самоуправление
Председатель
- с сентября 2016 года Марзал Виктор Иванович

Глава Енисейского района
- с 2025 года — Капустинская Наталья Алексеевна[27]

## Транспорт
- Основные транспортные пути района водные, по Енисею и его притокам. Значительная часть инфраструктуры района связана с обслуживанием этих путей. В конце XIX века был построен Обь-Енисейский канал, соединивший Обь и Енисей кратчайшим путём для перевозки грузов из Западной в Восточную Сибирь и обратно. Последнее судно прошло по каналу в 1942 году. В настоящее время канал не эксплуатируется.
- Район связан железной дорогой «Ачинск—Лесосибирск» c Транссибирской железной дорогой.
- С краевым центром район связан автомобильной дорогой «Р409», имеющей и собственное название — «Енисейский тракт».